# Алексієнко Федір Микитович
Фе́дір Мики́тович Алексі́єнко (також: Алексєєнко, Олексієнко) (1882 — †19 лютого 1904) — український ботанік, мандрівник; учасник революційного руху в Російській імперії.

## Біографічні відомості
Походить з дворянської родини, народився в колишньому Павлоградському повіті на Катеринославщині, син багатодітного заможного поміщика, після смерті якого з братом Миколою успадкував його маєток. Середню освіту здобув у реальному училищі Катеринослава, яке закінчив у 1895 році. Ще у шкільні роки захопився природознавством та під керівництвом ботаніка І. Я. Акінфієва, викладача реального училища, брав участь у ботанічних екскурсіях та гербарних зборах на околицях міста Катеринослава, на території Верхньодніпровського та Новомосковського повітів.
Навчався у Лісовому інституті у Петербурзі. Захопившись революційною діяльністю, продав братові свою частину маєтку та поїхав закордон.
Примушений з царської Росії емігрувати, Алексієнко загинув під час нелегального переходу швейцарсько-французького кордону. Алексєєнко наклав на себе руки, захоплений жандармами при нелегальному пеереході кордону.

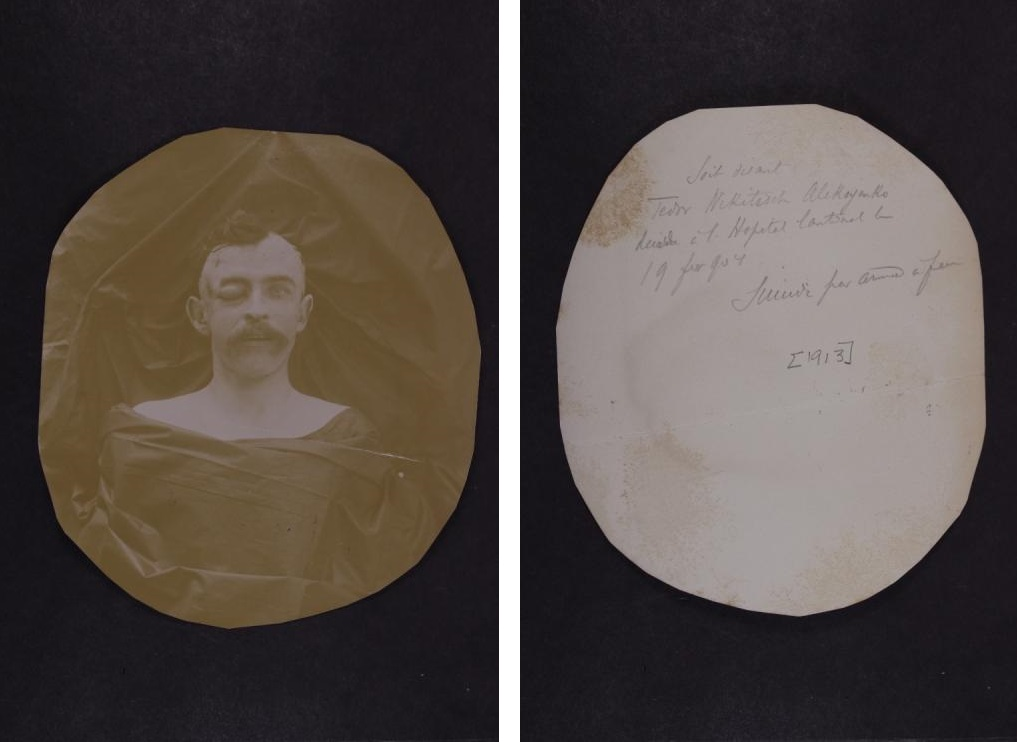
Ботанік Федір Алексієнко на смертному одрі. Фото департаменту поліції
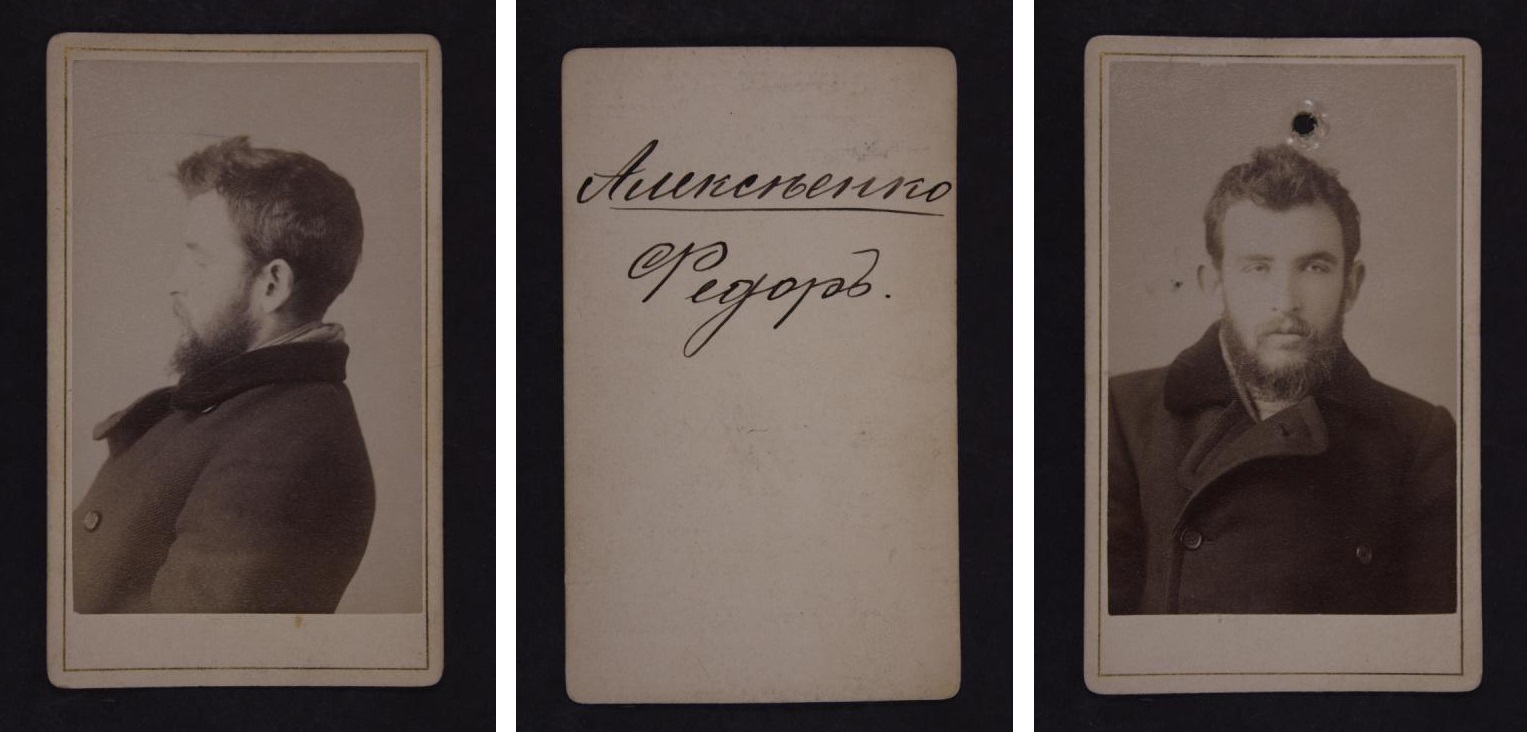
Федір Алексеєнк. Фото департаменту поліції

## Внесок в науку

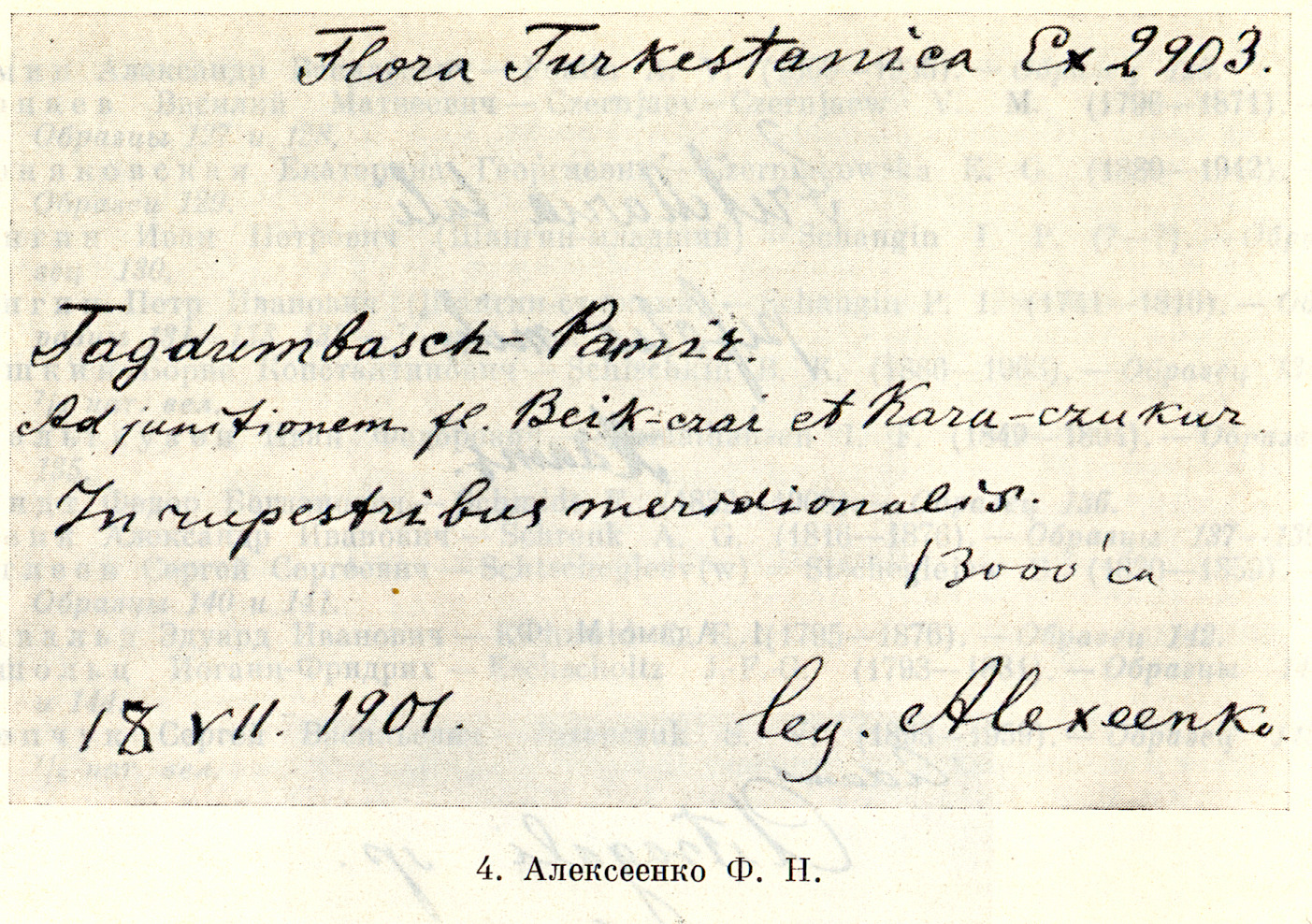
Почерк Федора Алєексєєнка
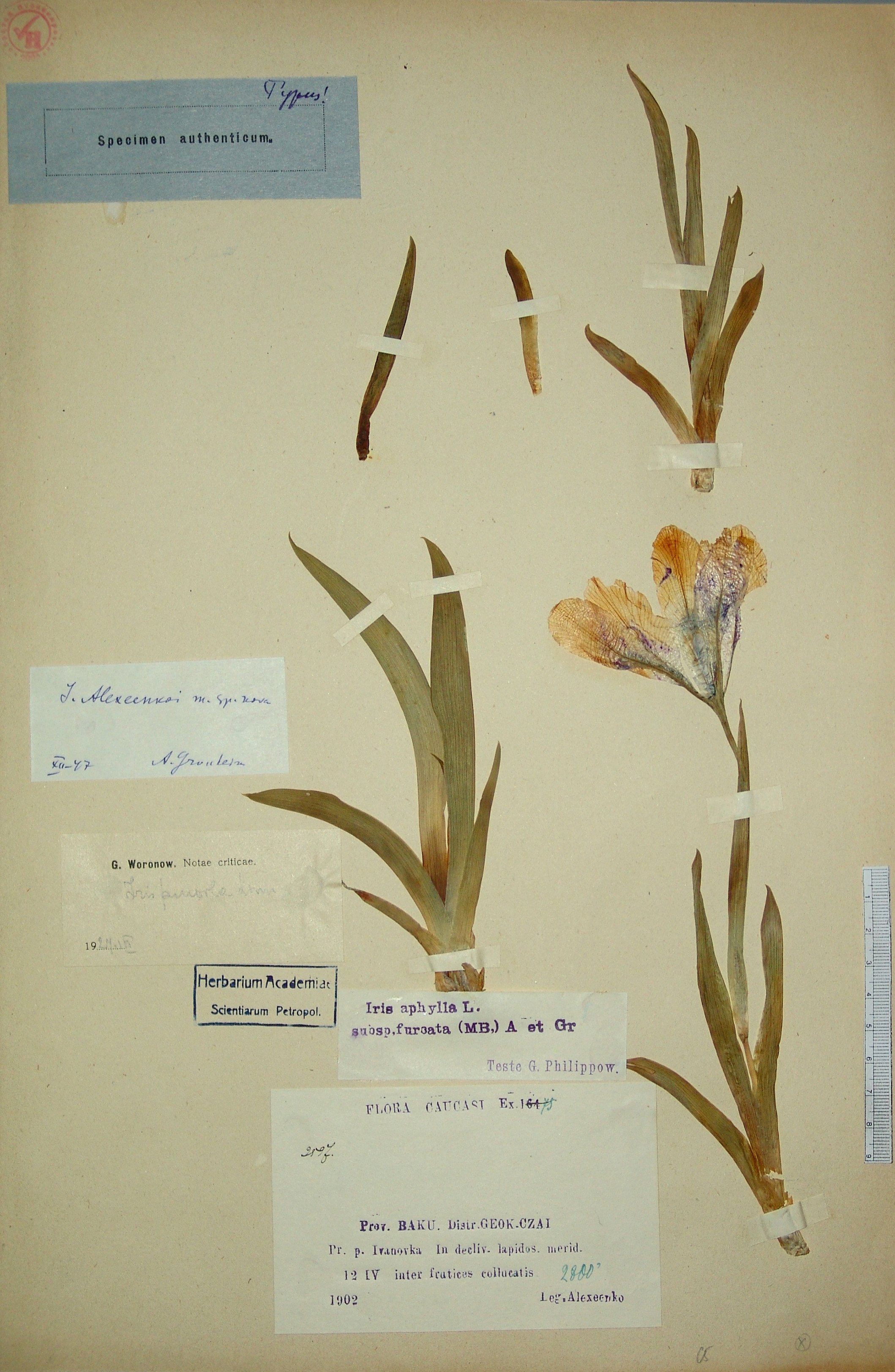
Iris alexeenkoi Grossh[en]
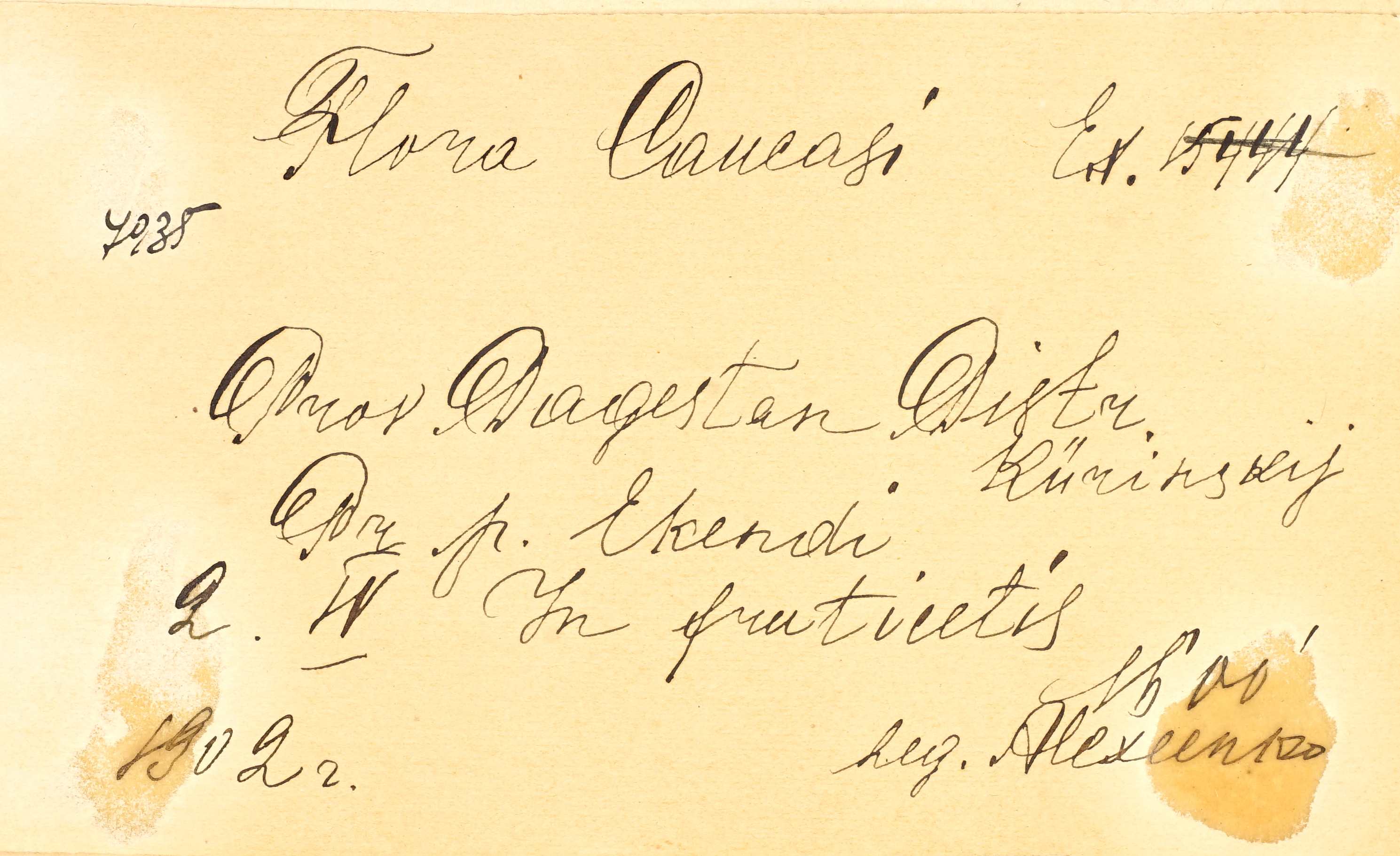
Нотатки Федора Алєексєєнка

Алексєєнко, протягом шести років (1897-1903) подорожуючи російською частиною Кавказу і вивчаючи його флору, зібрав величезні колекції рослин (понад 15 000 зразків), які приніс у дар Академії наук. За це Олексієнка було удостоєно Почесної ювілейної медалі імені академіка К.М. Бера. Опис деяких нових на той час видів рослин з Кавказу (астрагалу (Astragalus), волосню (Elymus), ячменю (Hordeum), піретруму (Pyrethrum)) Алексєєнко опублікував у праці В. І. Липського «Флора Кавказу» (Тіфліс, 1902, доповнення 1). Оглядова стаття Алексєєнка про його ботанічні дослідження на Кавказі в 1902 році була опублікована посмертно. 
У 1901 році здійснив подорож до Середньої Азії, дослідивши в ботанічному відношенні Памір, Ваханський хребет, Шугнан та область Дарваз, привіз із цієї експедиції 4000 гербарних зразків.
У 1903 році здійснив експедицію до Персії, зібравши 1100 екземплярів рослин.
Крім того, Алексєєнко зібрав цінні гербарії флор Катеринославської та Таврійської губерній (Крим).

### Основні твори
Artemisia armeniaca Lam.; Betckea caucasica Boiss.; Nepeta supina Stev.; Potentilla pimpinelloides L.; Salsola daghestanica Czern. - Delectus plantarum exsic catarum anno 1899. II. // Учений. зап. Юріївськ. ун-ту, рік 7. - 1899. - Вип. 2. - С. 32, 33, 48-49, 51, 53.
Betula Raddeana Trautv.; Colchicum laetum Stev. //Тр. бот. саду Юріївськ. ун-ту. - 1901. - Т. II, вип. 3. - С. 161-162.
Rhamnus microcarpa Boiss. P. microphylla Trautv.; Sphaerophysa salsula D. С. // Тр. бот. саду Юріївськ. ун-ту. - 1901. - Т. II, вип. 4. - С. 230-231.
Axyris caucasica Lipsky // Тр. бот. саду Юріївськ. ун-ту. - 1902. - Т. III. - С. 255.
Про цікаві папороті східного Кавказу // Тр. бот. саду Юріївськ. ун-ту. - 1902. - Т. III, вип. 1. - С. 23-27.
Aspidium aculeatum Sw.; Colchicum laetum Stev. //Тр. бот. саду Юріївськ. ун-ту. - (1902) 1903. - Т. III, вип. 4. - С. 252, 255.
Trixago Apula Stev.; Hordeum (Elymus) daghestanicum n. sp. // Список рослин Гербарія російської флори, вид. Робот. музеєм АН. - СПб., 1902. - Т. IV. - С. 25, 29-30.
Ботанічні дослідження на Кавказі 1902 року // Тр. Робот. музею АН. - 1907. - Т. III. - С. 64-93. (Стаття опублікована посмертно)
Досліджував рослинність Кавказу (1897), Середньої Азії (1901), Ірану (1903); зібрав цінні матеріали, що зберігаються в гербарії Інституту ботаніки АН СРСР.